# (115254) Fényi
(115254) Fényi est un astéroïde de la ceinture principale.

## Description
(115254) Fenyi est un astéroïde de la ceinture principale. Il fut découvert le 22 septembre 2003 à Piszkesteto par Krisztián Sárneczky et Brigitta Sipőcz. Il présente une orbite caractérisée par un demi-grand axe de 2,74 UA, une excentricité de 0,08 et une inclinaison de 15,1° par rapport à l'écliptique.

## Compléments